# Čínská sovětská republika

Sovětské oblasti a Dlouhý pochod v letech 1933–1936

Čínská sovětská republika (čínsky v českém přepisu Čung-chua su-wej-aj kung-che-kuo, pchin-jinem Zhōnghuá Sūwéi'āi Gònghéguó, znaky tradiční 中華蘇維埃共和國) byl čínský socialistický stát vedený Komunistickou stranou Číny existující v letech 1931–1937. Zřízen byl I. všečínským sjezdem sovětů v listopadu 1931, sestával z několika sovětských oblastí – zpravidla horských regionů na hranicích provincií. V letech 1932–1935 sovětské oblasti ve střední a jižní Číně dobyla a zlikvidovala armáda Kuomintangu, jedinou větší oblastí sovětské republiky zůstal region na styku provincii Šen-si, Kan-su a Ning-sia. Region byl v září 1937, po uzavření druhé jednotné fronty mezi KS Číny a Kuomintangem, reorganizován v pohraniční oblast Šen-si–Kan-su–Ning-sia, formálně podléhající kuomintangské vládě.

## Historie

### Vznik
Od roku 1927 Komunistická strana Číny budovala vlastní ozbrojené síly, čínskou Rudou armádu, a organizovala povstání ve městech a na venkově. Povstání roku 1927 (nančchangské povstání, povstání podzimní sklizně) byly poraženy a komunistické síly se udržely pouze v několika odlehlých horských regionech na hranicích provincií. V letech 1928–1931 komunistické oddíly v těchto regionech výrazně zesílily a koncem roku 1931 existovalo v Číně cca 10 sovětských oblastí dohromady s několikamilionovým obyvatelstvem. Největší a nejlidnatější z nich byla centrální sovětská oblast na pomezí provincií Ťiang-si a Fu-ťien. Po roční přípravě zde v listopadu 1931 ve městě Žuej-ťin proběhl I. všečínský sjezd sovětů, jehož delegáti vyhlásili založení Čínské sovětské republiky, přijali její prozatímní návrh ústavy, řadu zákonů a rezolucí (o pozemkové reformě, o práci, o ekonomické politice, o výstavbě Rudé armády a další) a ustavili vrcholné státní orgány.
Delegáti sjezdu zvolili ústřední výkonný výbor Čínské sovětské republiky, nejvyšší orgán zákonodárné a výkonné moci o 63 členech. Ústřední výkonný výbor na svém prvním zasedání zvolil svým předsedou (a tedy hlavou státu) Mao Ce-tunga, místopředsedy Siang Jinga a Čang Kuo-tchaoa. Zvolil také radu lidových komisařů (tj. vládu) republiky. Mao Ce-tung, Siang Jing a Čang Kuo-tchao se stali také předsedou a místopředsedy rady, členy rady – lidovými komisaři – byli zvoleni Wang Ťia-siang (lidový komisař zahraničních věcí), Ču Te (vojenství), Siang Jing (práce), Teng C’-chuej (financí), Čang Ting-čcheng (zemědělství), Čchü Čchiou-paj (vzdělání), Čou I-li (vnitra) a Čang Kuo-tchao (spravedlnosti). Samostatné postavení měl Che Šu-cheng jako lidový komisař dělnicko-rolnické kontroly. Radě lidových komisařů byla podřízena Správa politické bezpečnosti, v jejímž čele stál Teng Fa. Ozbrojené síly Čínské lidové republiky – čínská Rudá armáda a místní domobrana – formálně podléhaly patnáctičlenné Ústřední revoluční vojenské komisi v jejímž čele stál Ču Te (předseda), Wang Ťia-siang a Pcheng Te-chuaj (místopředsedové); fakticky je řídil komisař 1. frontu (resp. generální komisař Rudé armády) kterým byl Čou En-laj, s pomocí Ču Teho, Wang Ťia-sianga a náčelníků štábu Rudé armády Jie Ťien-jinga (do října 1932) a Liou Po-čchenga (od října 1932).

### Organizace a rozloha
Po sjezdu začala organizace správního aparátu republiky - vznikla síť sovětů na místní a okresní úrovni, paralelně komunisté organizovali své stranické organizace, i organizace mládeže, žen a další. Vzhledem ke špatnému spojení faktický vliv ústředních orgánů sovětské republiky nedosahoval mimo centrální sovětskou oblast, ostatní sovětské oblasti řídila jejich místní vedení do značné míry samostatně. V samotné centrální sovětské oblasti rozhodující moc drželo ve svých rukách centrální byro ÚV v jehož čele stál jako tajemník byra Čou En-laj (poté co v lednu 1932 dorazil do oblasti ze Šanghaje, do té doby byro řídil jako úřadující tajemník Mao Ce-tung (od května 1931, předtím Siang Jing). Po přesunu posledních členů politbyra ze Šanghaje v lednu 1933 převzalo nejvyšší moc v sovětské oblasti politbyro v čele s Čchin Pang-sienem.
Koncem roku 1932 rozloha centrální sovětské oblasti na východě Ťiang-si a západu Fu-ťienu dosahovala cca 50–60 tisíc km² s 4–5 miliony obyvatel. Komunistická vojska oblasti (centrální neboli 1. front) měla 25 tisíc vojáků ve třech sborech (1., 3. a 5.), cca 30–40 tisíc bojovníků v řadě místních samostatných pluků a oddílů a množství takřka neozbrojených oddílů rolnické domobrany.
Druhou největší sovětskou oblastí byl region E-jü-wan na styku provincií Che-nan, Chu-pej a An-chuej severně od řeky Jang-c’ a východně od železniční trati Peking–Wu-chan. Plocha regionu dosahovala 40 tisíc km², obývalo ho 3 miliony lidí. Ozbrojené síly regionu sestávaly ze 4. frontu sestávajícího ze 4. a 25. sboru, front měl v první polovině roku 1932 70 tisíc mužů se 40 tisíci puškami. V čele regionu stál člen politbyra Čang Kuo-tchao, 4. frontu velel Sü Siang-čchien, komisařem frontu byl Čchen Čchang-chao.
K dalším velkým sovětským regionům patřila oblast na styku provincií Ťiang-si, Če-ťiang a An-chuej o ploše 15 tisíc km² s 1 milionem obyvatel. Působila zde 10. armáda o 5–6 tisících vojáků vedená Fang Č’-minem. V jižním pohraničí provincí Chu-nan a Ťiang-si 6. sbor pod vedením Siao Kchea s 10 tisíci bojovníků ovládal území o rozloze do 12 tisíc km² s 1–2 miliony obyvatel. Na styku provincií Chu-nan, Ťiang-si a Chu-pej existovala sovětská oblast o 12 tisících km² s necelým 0,5 milionem obyvatel a 3–4 tisíce vojáků. Na styku provincií Chu-pej a Chu-nan na středním toku Jang-c’ se rozkládala sovětská oblast Siang-e-si o 20 tisících km² s 1–2 miliony obyvatel. Působil v ní 2. sbor pod velením Che Lunga. Kromě těchto šesti největších existovaly i menší sovětské oblasti na pomezí S’-čchuanu a Kuej-čou a na pomezí Šen-si a Kan-su.
V lednu 1934 proběhl v Žuej-ťinu II. všečínský sjezd sovětů, který obnovil ústřední sovětské orgány. Delegáti zvolili ústřední výkonný výbor o 175 členech a 36 kandidátech a 35člennou komisi dělnicko-rolnické inspekce. Ústřední výkonný výbor vzápětí zvolil své 17členné předsednictvo v čele s předsedou Mao Ce-tungem a místopředsedy Siang Jingem a Čang Kuo-tchaoem a radu lidových komisařů (vládu) ve složení Čang Wen-tchien (předseda), Wang Ťia-siang (zahraničí), Ču Te (vojenství), Teng Čen-sün (práce), Kao C’-li (zemědělství), Lin Po-čchü (financí), Wu Liang-pching (hospodářství), Čchen Tchan-čchiou (výživy), Liang Po-tchaj (spravedlnosti), Ceng Šan (vnitra), Čchü Čchiou-paj (vzdělání), Siang Jing byl lidovým komisařem dělnicko-rolnické inspekce. Ústřední výkonný výbor zvolil i revoluční vojenskou komisi v čele s Ču Tem (předseda), Čou En-lajem a Wang Ťia-siangem (místopředsedové); ústřední revizní komisi (pro audit státních účtů) vedenou Žuan Siao-sienem a nejvyšší soud (který vedl prozatímní předseda Tung Pi-wu). Současně proběhlo zasedání ÚV KS Číny, které obnovilo stranické vedení – politbyro a potvrdilo v čele strany Čchin Pang-siena.

### Zánik
Komunistické oblasti se snažila zlikvidovat kuomintangská vláda, které proti nim v letech 1930–1933 podnikla čtyři obkličovací kampaně se střídavými úspěchy. Ve čtvrté kampani se kuomintangským armádám podařilo zničit významem druhou a třetí sovětskou oblast (E-jü-wan a Siang-e-si), nicméně tažení proti centrální sovětské oblasti v lednu–březnu 1933 utrpělo porážku. Na pátou obkličovací kampaň se kuomintangská vláda pečlivě připravila, zmobilizovala milion vojáků a (stejně jako ve čtvrté kampani) přizvala k řízení vojsk zahraniční poradce, především z Německa.
Pátá obkličovací kampaň začala v září 1933 útoky kuomintangských armád na centrální sovětskou oblast. Útočníci postupovali pomalu, když obsazená území zabezpečovali řetězy pevnůstek. Komunisté se s velkými ztrátami pokoušeli o protiútoky, ale neschopni zastavit nepřítele ustupovali, a od května se začali připravovat na opuštění sovětu. Organizaci odchodu řídila „trojka“ Čchin Pang-sien, Čou En-laj a Otto Braun (vojenský poradce, v sovětské oblasti zastupoval Manfreda Sterna, hlavního vojenského poradce KS Číny, jednoho z představitelů Kominterny ilegálně působících v Šanghaji). Nakonec v říjnu 1934 většina komunistických vojsk centrální oblasti, takzvaný 1. front čínské Rudé armády, na jihu Ťiang-si pronikla skrze obklíčení a ustoupila na západ v takzvaném Dlouhém pochodu.
Dlouhý pochod skončil když zbytky ustoupivších komunistických vojsk dosáhly koncem roku 1935 sovětské oblasti na styku provincii Šen-si, Kan-su a Ning-sia. Zde znovu vybudovali sovětský region a Čínská sovětská republika tak přežila. V září 1937, po uzavření druhé jednotné fronty mezi KS Číny a Kuomintangem, byla sovětská oblast reorganizována v pohraniční oblast Šen-si–Kan-su–Ning-sia, formálně podléhající kuomintangské vládě, čímž Čínská sovětská republika zanikla.